# Ottomar Anschütz
Ottomar Anschütz, nemški izumitelj, fotograf in kronofotograf, * 16. maj 1846, † 30. maj 1907, Berlin.
Anschütz je s svojimi izumi odločilno prispeval k razvoju filma. Izumil je zaklep s hitrostjo 1/1000 s in elektronski projektor, ki je lahko predvajal serijo 24 diapozitivov, da so dajali vtis gibanja. Njegove fotografije štorkelj so konec 19. stoletja navdihnile Lilienthala pri konstrukciji jadralnega letala.